# 강제 결혼 (희곡)
강제 결혼(프랑스어: Le Mariage Forcé)은 몰리에르가 창안한 "코메디 발레" 양식의 첫 작품으로 루이 14세 요청에 따라 창작되었다. 오쟁이 진 남편의 전형 캐릭터인 "스가나렐"을 내세워 돈을 쫓는 세태를 풍자하고 있다. 캐릭터 분석, 서사의 기원, 공연사 등에 대한 상세한 해설을 더해 작품 이해를 도왔다.

## 내용
〈강제 결혼〉은 1664년 1월 29일 루이 14세의 모후 안 도트리슈가 기거하고 있던 루브르의 응접실에서 초연됐다. 초연 무대에서 몰리에르는 스가나렐을 연기했으며, 마드무아젤 뒤 파르크가 도리멘 역을 맡았다. 그리고 약 보름 뒤인 2월 15일, 팔레 루아얄 극장으로 무대를 옮겨 일반 관객과 만났다. 초연이 있은 후 4년 뒤인 1668년 2월 15일, 〈강제 결혼〉은 완전히 업그레이드된 상태로 무대에 소환된다. 이때 몰리에르는 발레에서 코메디를 분리하고, 서창부와 서곡 부분을 제거했으며, 3막 극 구조를 1막으로 축소했다. 그리고 결혼 약속을 파기하려는 스가나렐을 위협하는 마술사와 악마 대신, 발레 버전에서 리캉트(Lycante)라 불리던 알시다스를 도입함으로써 열두 번째 장면을 대체했다.
〈강제 결혼〉에는 비겁한 부르주아 사회가 반영되어 있다. 체면을 되찾기 위해 수단과 방법을 가리지 않는 귀족의 모습을 통해 몰리에르는 가치와 이상을 잃어버린 인간성의 일면을 그려 낸다. 장 몰리노는 〈강제 결혼〉이 “외모와 현실, 진실과 거짓, 지혜와 광기가 혼재된” 의미를 잃어버린 인간성을 우리에게 제시한다고 말했다. 스가나렐은 친구 제로니모에게 결혼의 이점에 대한 조언을 구하는 동시에 자신의 입장을 잘 이해하지 못할 거라는 사실을 인정하면서 연극을 시작한다. 그는 상상과 광기에 사로잡힌 인물이다. 사람을 많이 만날수록 그는 점점 더 ‘비합리적인 논리’에 갇히게 된다. 마치 자신의 모습 그대로, 요컨대 독신으로 살도록 저주받은 것처럼 결코 사유의 진화를 이뤄 내지 못한다. 대화는 의미를 쫓지 않고 순전히 기계적으로만 연결된다. 몰리에르의 인물들이 던져 주는 말로는 그 무엇도 구성할 수 없다. 오히려 그들의 말을 통해 기존 세계가 해체될 지경이다. 의심할 여지 없이 〈강제 결혼〉의 기저에는 회의주의가 깔려 있다. 왜냐하면 몰리에르는 모든 형태의 독단주의를 경계하고 있기 때문이다. 두 명의 현학자로 상징되는 스콜라 철학, 그리고 딸을 늙다리 총각에게 팔아넘기면서도 명예와 도덕을 앞세우는 도리멘의 아버지가 거기에 해당된다. 그 누구도 이 작은 희극을 가벼이 여길 수 없는 이유다.